# Regione nucleare a linee di emissione a bassa ionizzazione

La Galassia Sombrero (M104) osservata dal Telescopio Spaziale Hubble. La Galassia Sombrero è un esempio di galassia con regione nucleare a linee di emissione a bassa ionizzazione. Credit: HST/NASA/ESA.

Una regione nucleare a linee di emissione a bassa ionizzazione è un tipo di nucleo galattico definito dalle sue linee di emissione spettrali. Lo spettro tipicamente include linee di emissione debolmente ionizzate, o atomi neutri, come O, O+, N+ e S+. Per contro, le linee di emissione spettrali dagli atomi fortemente ionizzati, come O++, Ne++ ed He+, sono relativamente deboli.

## Distribuzione
Le galassie che contengono nuclei di questo tipo sono spesso indicate come Galassie LINER (dall'inglese Low-Ionization Nuclear Emission-line Region); circa un terzo di tutte le galassie vicine (che si trovano entro un raggio di 20-40 Mpc da noi) possono essere classificate come galassie LINER. Circa il 75% delle galassie LINER sono sia ellittiche o lenticolari, sia galassie S0/a-Sab (galassie spirali con grandi bulge e bracci di spirale ben avvolti). I LINER sono stati individuati meno frequentemente in galassie di tipo Sb-Scd (galassie spirali con piccoli nuclei e bracci di spirale aperti), e sono molto rare nelle galassie irregolari intorno a noi. I LINER sono individuati comunemente anche nelle galassie brillanti all'infrarosso, una classe di galassie definite in base alla loro luminosità all'infrarosso, che si formano in genere quando due galassie collidono l'un l'altra. Circa un quarto delle galassie brillanti all'infrarosso contengono LINER.

## Dibattiti scientifici: sorgenti di energia e meccanismo di ionizzazione
I LINER sono stati al centro di due grandi dibattiti. Il primo riguarda la sorgente dell'energia che eccita il gas ionizzato al centro di queste galassie. Alcuni astronomi hanno proposto che le galassie con nuclei attivi con buchi neri supermassicci siano responsabili dell'emissione spettrale dei LINER. Altri astronomi affermano invece che le emissioni sono potenziate dalle regioni di formazione stellare. L'altro grande dibattito riguarda come gli ioni vengono eccitati. Alcuni astronomi hanno suggerito che le onde d'urto che si propagano attraverso il gas possano ionizzare il gas, mentre altri hanno ipotizzato che la responsabile sia la fotoionizzazione (ionizzazione attraverso la luce ultravioletta).
Questi dibattiti sono complicati dal fatto che i LINER sono stati trovati in una grande varietà di oggetti, con differenti luminosità e morfologia. In aggiunta, il dibattito sulle sorgenti di energia dei LINER è collegato ad un dibattito simile che cerca di chiarire se a produrre la grande luminosità infrarossa visibile nelle galassie brillanti all'infrarosso sia la luce proveniente dalle regioni di formazione stellare o la luce del nucleo attivo.
Sebbene sia le sorgenti di energia che il meccanismo di eccitazione dell'emissione dei LINER siano ancora oggetto di studio, molti LINER sono spesso indicati come galassie attive.

## Formazione stellare
Un certo numero di osservazioni sono state eseguite per esplorare la relazione fra la formazione stellare e l'attività dei LINER. Se questa relazione esiste e dovesse essere trovata, questo rafforzerebbe la possibilità che i LINER siano potenziati dalle stelle calde presenti nelle regioni di formazione stellare. Tuttavia, se nei LINER non può essere trovato alcun fenomeno di formazione stellare, ciò escluderà definitivamente questa ipotesi.

### Formazione stellare in galassie brillanti all'infrarosso con LINER
Recenti osservazioni con il Telescopio Spaziale Spitzer mostrano una chiara relazione tra le emissioni dei LINER nelle galassie brillanti all'infrarosso e l'attività di formazione stellare. Lo spettro al medio infrarosso di queste galassie ha mostrato una somiglianza con lo spettro al medio infrarosso delle galassie dello starburst, il che suggerisce che queste galassie siano potenziate dall'attività di formazione stellare. Tuttavia sono state osservate in queste galassie alcune linee spettrali al medio infrarosso tipiche delle galassie attive, che indica che la formazione stellare potrebbe non essere l'unica fonte di energia in queste galassie.

### Formazione stellare in galassie normali con LINER
Le galassie vicine considerate normali che possiedono un LINER, appaiono essere tuttavia diverse. Solo poche osservazioni spettroscopiche nel vicino infrarosso hanno identificato LINER in galassie normali che potrebbero essere potenziati dalla formazione stellare. Tuttavia, molti LINER nelle galassie vicine hanno un basso tasso di formazione stellare. Inoltre, le popolazioni stellari di molti LINER appaiono essere molto vecchie, e gli spettri al medio infrarosso, osservati dal Telescopio Spaziale Spitzer, non sembrano simili allo spettro che ci si poteva aspettare dalla formazione stellare. Questi risultati dimostrano che la gran parte dei LINER nelle galassie normali vicine a noi non sarebbe potenziata dalla formazione stellare, sebbene esistano alcune eccezioni.

## Galassie LINER famose
- M94[1]
- NGC 5005[1]
- NGC 5195[1]
- Galassia Sombrero[1]